# Wskaźnik augmentacji
Wskaźnik augmentacji (ang. augmentation index, AIx) jest to procentowe odniesienie do średniej przewidywanej dla pacjenta o danych parametrach. Istotne parametry to: waga, wzrost, płeć, wiek, palący/niepalący.

## Interpretacja
Wartości powyżej średniej oznaczają, że układ krwionośny jest w słabszej kondycji niż przewidywano dla pacjenta o danych parametrach.
Wartości poniżej średniej oznaczają, że układ krwionośny jest w lepszej kondycji niż przewidywano dla pacjenta o danych parametrach.
Wartość AIx wyrażona w procentach może przyjmować wartości ujemne. Nie oznacza to, że fala zwrotna spowodowała obniżenie ciśnienia w tętnicach (jest to niemożliwe). Oznacza to jedynie, że przyrost ciśnienia spowodowany przez falę zwrotną jest znacznie mniejszy niż przewidywano.

Przeczytaj ostrzeżenie dotyczące informacji medycznych i pokrewnych zamieszczonych w Wikipedii.